# Acanthosaura liui
Acanthosaura liui — вид ящірок родини агамових (Agamidae). Описаний у 2020 році

## Назва
Вид названо на честь китайського герпетолога Лю Чен-Чао (1900—1976), на знак визнання його великого внеску в герпетологічні дослідження в Китаї.

## Поширення
Ендемік Китаю. Відомий лише в повіті Цзяньшуй, місті Гецзю та повіті Шипін автономії Хунхе в провінції Юньнань.

## Опис
Тіло завдовжки 85-96 мм.